# 이해수 선생 묘
이해수 선생 묘는 대한민국 경기도 양주시 남면 한산리에 있다. 1986년 4월 15일 양주시의 향토유적 제5호로 지정되었다.